# Amphoe Chonnabot
Amphoe Chonnabot (Thai: อำเภอ ชนบท) ist ein Landkreis (Amphoe – Verwaltungs-Distrikt) in der Provinz Khon Kaen. Die Provinz Khon Kaen liegt in der Nordostregion von Thailand, dem so genannten Isan.

## Geographie
Benachbarte Landkreise (von Norden im Uhrzeigersinn): die Amphoe Mancha Khiri, Ban Phai, Non Sila, Phon, Waeng Yai und Khok Pho Chai. Alle Amphoe liegen in der Provinz Khon Kaen.

## Geschichte
Mueang Chonbot (ชลบถ) war ein Stadtstaat (Mueang), der 1783 zu Beginn der Rattanakosin-Periode entstand. Sein Zentrum lag bei Ban Nong Kong Kaeo (บ้านหนองกองแก้ว).
Er wurde 1914 zu einem Landkreis (Amphoe) umgewandelt. Im Jahr 1943 wurde er jedoch heruntergestuft zu einem Teil des Amphoe Ban Phai. 
1966 wurde er wiederum zum Amphoe heraufgestuft, welches seinerzeit aus den Tambon Chonnabot, Kut Phia Khom, Ban Thaen und Wang Saeng bestand.

## Verwaltungseinheiten

### Provinzverwaltung
Der Landkreis Chonnabot ist in acht Tambon („Unterbezirke“ oder „Gemeinden“) eingeteilt, die sich weiter in 80 Muban („Dörfer“) unterteilen.
| Nr. | Name          | Thai     | Muban | Einw. |
| --- | ------------- | -------- | ----- | ----- |
| 1.  | Chonnabot     | ชนบท     | 13    | 9.523 |
| 2.  | Kut Phia Khom | กุดเพียขอม | 07    | 3.716 |
| 3.  | Wang Saeng    | วังแสง    | 11    | 7.444 |
| 4.  | Huai Kae      | ห้วยแก    | 09    | 5.938 |
| 5.  | Ban Thaen     | บ้านแท่น   | 08    | 4.280 |
| 6.  | Si Bun Rueang | ศรีบุญเรือง | 12    | 6.572 |
| 7.  | Non Phayom    | โนนพะยอม | 10    | 6.371 |
| 8.  | Po Daeng      | ปอแดง    | 10    | 5.009 |

### Lokalverwaltung
Es gibt zwei Kommunen mit „Kleinstadt“-Status (Thesaban Tambon) im Landkreis:
- Chonnabot Wibun (Thai: เทศบาลตำบลชลบถวิบูลย์), bestehend aus Teilen des Chonnabot.
- Chonnabot (Thai: เทศบาลตำบลชนบท), bestehend aus Teilen des Tambon Si Bun Rueang und den übrigen Teilen des Tambon Chonnabot.

Außerdem gibt es sieben „Tambon-Verwaltungsorganisationen“ (องค์การบริหารส่วนตำบล – Tambon Administrative Organizations, TAO):
- Kut Phia Khom (Thai: องค์การบริหารส่วนตำบลกุดเพียขอม)
- Wang Saeng (Thai: องค์การบริหารส่วนตำบลวังแสง)
- Huai Kae (Thai: องค์การบริหารส่วนตำบลห้วยแก)
- Ban Thaen (Thai: องค์การบริหารส่วนตำบลบ้านแท่น)
- Si Bun Rueang (Thai: องค์การบริหารส่วนตำบลศรีบุญเรือง)
- Non Phayom (Thai: องค์การบริหารส่วนตำบลโนนพะยอม)
- Po Daeng (Thai: องค์การบริหารส่วนตำบลปอแดง)